# ファヤンゴサウルス
ファヤンゴサウルス (学名 Huayangosaurus) は、中生代ジュラ紀中期に生息していた恐竜 の属の一つ。剣竜下目 - ファヤンゴサウルス科に属する。属名は中国・四川地方の古い名称『華陽』（ファヤン）から。原始的な剣竜類では最も詳しく調べられている。
全長は約4mと、剣竜としては小型。知られている剣竜類では最も初期の種、且つ剣竜類の主流からいち早く分岐した種だとされ、本種一属だけで独自の科を設けられている。前肢と後肢の長さがほぼ同じで体高が低めである事、胴体の幅が広い事、頭骨が上下に厚みがある事、顎の先端に歯があるなど、原始的な特徴を幾つか持つ。
両肩に巨大なスパイクを持っているのも特徴（但しスパイクについては中国で見つかった他の剣竜類にも例があり、本種独自の特徴ではない）。
竜脚類のシュノサウルス等と同じ地層から発掘されている。完全骨格を含む良好な発掘例が幾つか知られている。

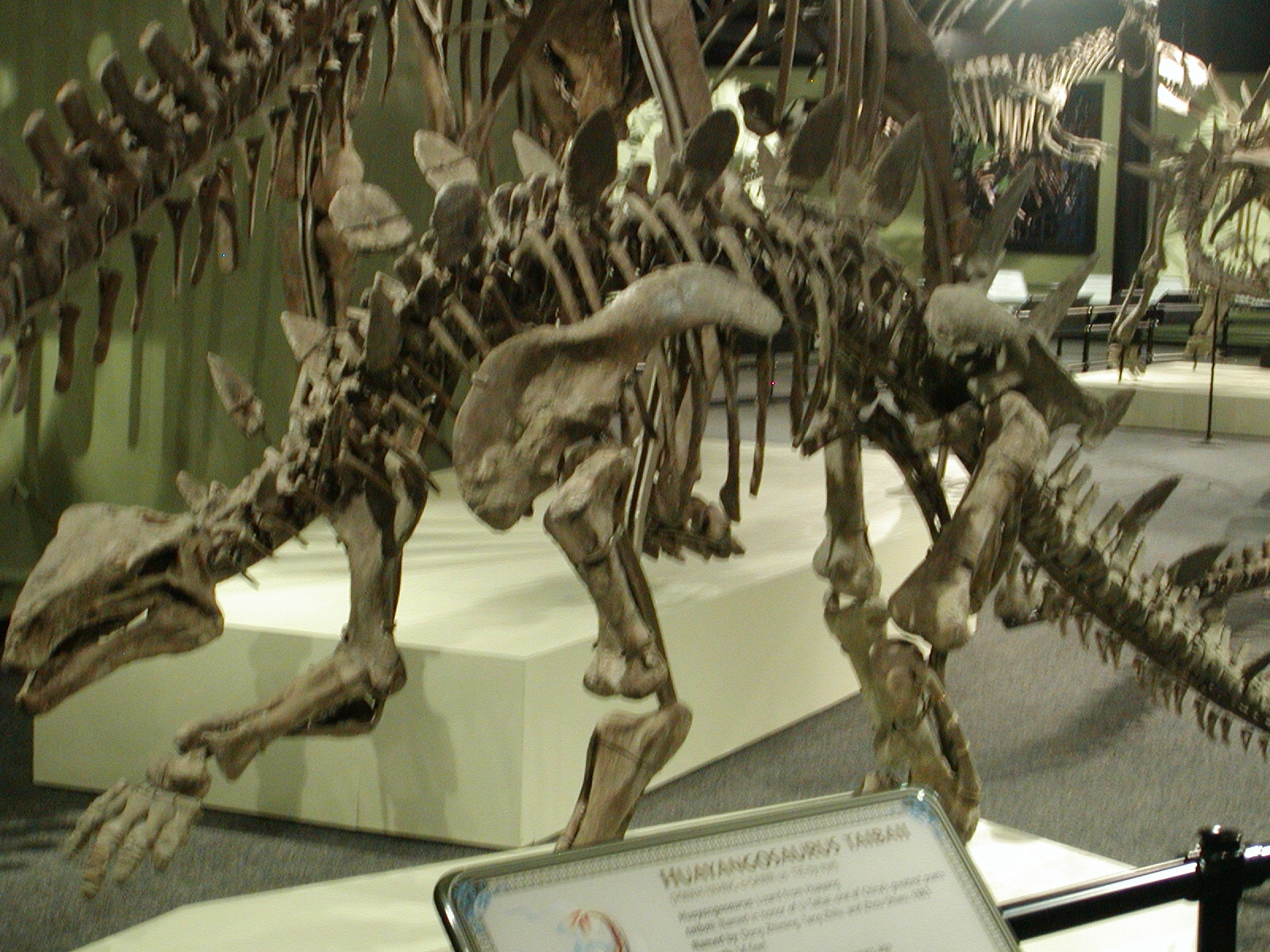
北京自然博物館の標本。
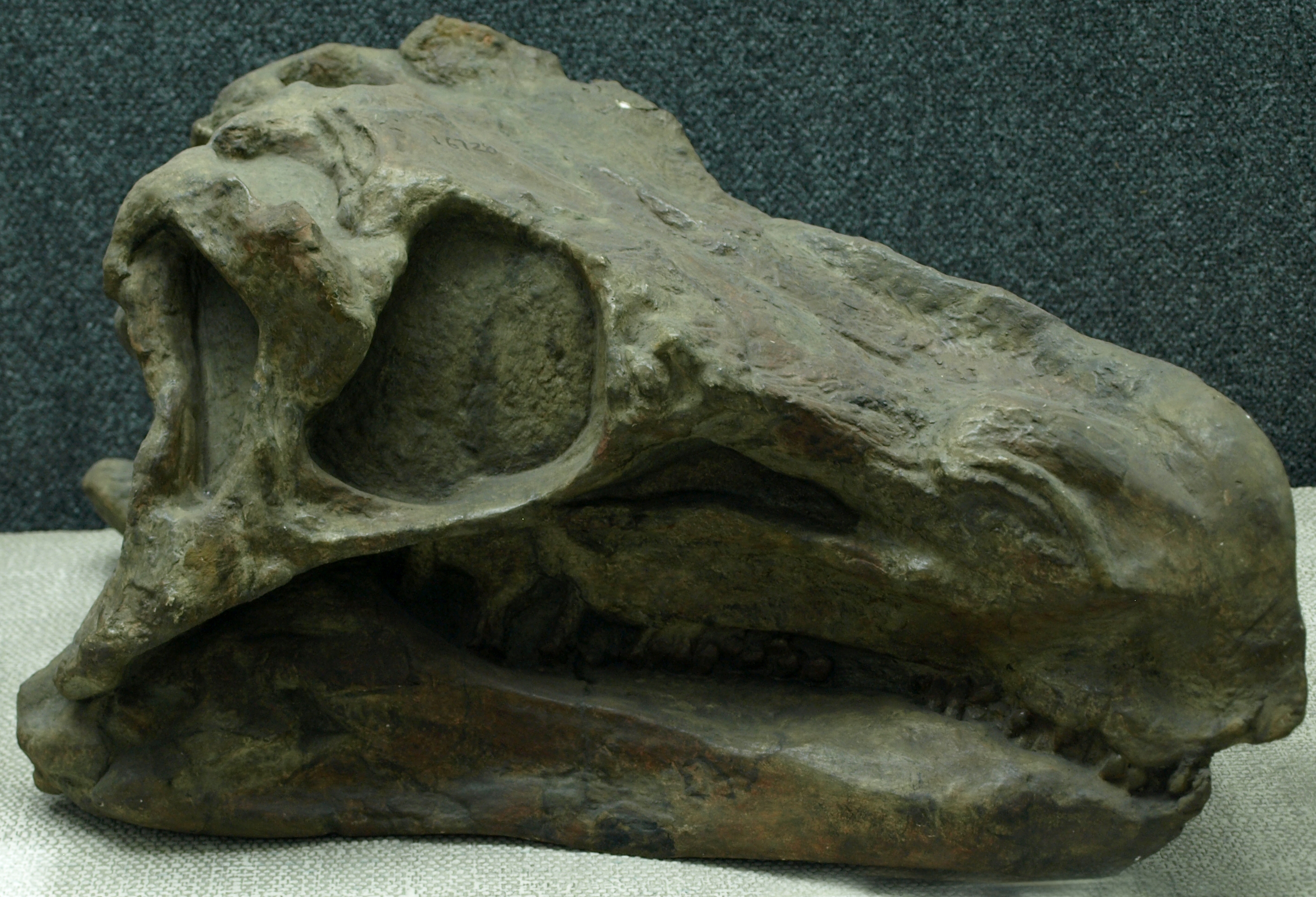
H. taibaii 頭骨。中国古動物館の展示。